# Різанина в Сівчині
Різанина в Сі́вчині — винищення українського населення села Сівчина, здійснене 11 квітня 1945 року підрозділами Армії Крайової, (ймовірно, з Львівської округи АК), Батальйонів хлопських та селянами-поляками з навколишніх сіл.

## Географічні відомості
Сівчина (пол. Sufczyna) — село в гміні Бірча Перемишльського повіту в Підкарпатському воєводстві Польщі. Розташовано на території Західних Карпат, над річкою Ступниця (пол. Stupnica), правого притоку Сяну, на відстані 5 кілометрів на північ від Бірчі, 22 кілометри на захід від Перемишля і 48 кілометрів на південний схід від столиці воєводства — міста Ряшіва.

## Історичні дані
Перші дані про село відносяться до 1456 року, коли Сівчина була власністю Станіслава, Миколи і Яна Кмітів (пол. Stanisława, Mikołaja i Jana Kmitów). 1939 року в селі мешкали 949 українців, 123 поляки, 23 євреї.
Після нападу 1 вересня 1939 року Третього Рейху на Польщу й початку Другої світової війни та вторгнення СРСР до Польщі 17 вересня 1939 року Сівчина разом з іншими навколишніми селами відійшла до СРСР і ввійшла до складу Бірчанського району (районний центр — Бірча) утвореної 4 грудня 1939 року Дрогобицької області УРСР (обласний центр — місто Дрогобич).

## Передумови
Починаючи з 1942 року польське прокомуністичне й антикомуністичне підпілля при підтримці місцевого польського населення тероризувало українське населення Лемківщини, Холмщини та Надсяння, винищуючи при першій-ліпшій можливості патріотично настроєних українців разом з сім'ями та залякуючи всіх решта. Узимку 1943—1944 років ця активність тільки посилюється, причому особливо з боку підрозділів Армії Крайової. Керівництво УПА, прагнучи порозуміння, видає кілька звернень до поляків, в яких, зокрема, пригадуючи Катинський розстріл, смерть генерала Сікорського, виселення поляків в Казахстан та Сибір, українські та польські жертви комуністичного режиму в тюрмах «Бригідки», «Лонцького», гетто «Замарстинів», пропонувала польській стороні не конфронтацію та взаємопоборювання, а боротьбу пліч-о-пліч проти спільного ворога — московського імперіалізму. А для захисту українського населення на допомогу місцевому підпіллю у квітні 1944 року з Волині на Холмщину передислоковано сотню «Вовки» під командуванням Ягоди-Черника та два курені із загону полковника Острожського, а власне на Посяння — з Карпатських лісів сотню УПА з куреня «Сіроманці» під командуванням Яструба. Під захистом цих підрозділів та під керівництвом прибулих старшин УПА на Закерзонні в українських селах було створено Самооборонні Кущові Відділи й місцеві відділи УПА, об'єднані в 11 сотень Закерзоння, а саме: сотні Байди, Громенка, Нечая, Остапа, Чорного, курені Евгена та Рена, (кожен у складі трьох сотень). З наближенням лінії фронту, ймовірно, щоб уникнути протистояння з великими військовими підрозділами Червоної Армії та вермахту, та згідно з інструкцією Головного Командування, ці 11 сотень під загальним керівництвом Василя Мізерного (Рена) здійснюють рейд в Карпати до Чорного лісу. Повернулись в волинські й карпатські ліси й прибулі підрозділи. І збройні формування поляків, котрі на час перебування загонів УПА припинили свої напади, тепер знову розпочали акції проти українців.
Наприкінці липня — на початку серпня 1944 року село було захоплене Червоною армією, (сусідня Березка захоплена 31 липня), 6 серпня захоплено обласний центр місто Дрогобич, а вже за тиждень, 13 серпня, розпочато примусову мобілізацію до Червоної Армії українського чоловічого населення в місті та області (Облвоєнком підполковник Карличев). У селі залишились переважно жінки, діти та люди похилого віку, які й стали жертвами різанини.
31 серпня 1944 року начальником дрогобицького обласного управління НКВС призначений Герой Радянського Союзу Сабуров Олександр Миколайович, який був безпосереднім організатором військових операцій проти Української Повстанської Армії і підпілля ОУН та часто особисто брав участь у репресіях проти членів сімей учасників Руху Опору. Ще в часи Другої світової війни радянські партизани під командуванням Сабурова, часто переодягнені в німецьку уніформу, здійснювали терористичні акції і чинили масові насильства щодо місцевого населення. Та й в післявоєнний час під його керівництвом створювались спецгрупи НКВД, які під виглядом загонів УПА вчиняли звірства на території області. Тим більше, що мали, як і структури НКДБ-МДБ-КДБ на це відповідні накази.
У січні 1945 року в Сівчині замордовано вчительську родину Сугерів (пол. Sugierów). Тіла жертв нападу Яна Сугери, його дружини Анелі, синів Збігнєва та Мечислава (пол. Jana Sugiera, jego żony Anieli i synów Zbigniewa i Mieczysława) знайдено в підвалі, скинутими туди по тортурах, вчинених в будинку, й поховано в Бірчі. Звістка про цю різню мала широкий розголос.
У березні 1945 року села Березка, Сівчина, як і весь Бірчанський район з районним центром Бірча, а також Ліськівський район із районним центром Лісько та західна частина Перемишльського району включно з містом Перемишль зі складу Дрогобицької області УРСР передано Польщі.

## Обставини трагедії
11 квітня 1945 року підрозділами Армії Крайової, (ймовірно, з Львівської округи АК), Батальйонів хлопських та селянами-поляками з навколишніх сіл здійснено напад на Сівчину, внаслідок якого були замордовані 900 українських мешканців Сівчини.
Братська могила кількох десятків українських мешканців села, замордованих 11 квітня 1945 року, знаходиться на греко-католицькому цвинтарі Сівчина.
Того самого дня замордовано також велику кількість українців в сусідніх селах: Березка — 180 осіб (різанина в Березці), Бахів (Польща) — від 70 до 100 осіб (різанина в Бахові).

## Спогади очевидців
Фрагмент на ту тему в спогадах Івана Оліяра з Сівчини — псевдо «Кум»:
Як раз того часу 14 квітня (тут помилка — 11 квітня) стався напад банди з Гути-Березки, польського села, на Бахів. Вбито 24 особи. Пограбувавши маєток і підпаливши хати, банда рушила на Березку. В Березці вбили 173 особи. На плебанії загинув, забитий сокирами, парох отець Білик разом з родиною. Перейшовши Березку, рушили на Сівчину. Вбили 26 осіб. Від Софії Гутман вимагали 500 злотих. Взяла всі гроші, віддала, й вижила. В Павла Гутмана забракло до суми, яку вимагали, 20 злотих — в зв'язку з тим він не пережив (тієї різні), а гроші все одно забрали. Мешканці втікали в ліс, банда дійшла вже до половини села, коли надійшли наші стрільці з УПА. Поляки повернули. Я перебував в той час на вишколі (навчанні) в котовськомі лісі з новоствореною чотою. Прибіг лісник з Сівчини з повідомленням про безчинства бандитів. Чота рушила негайно, але поляків в селі вже не застала".

(пол. fragment na ten temat we wspomnieniach Iwana Olijara z Sufczyny - pseudonim "Kum": "Jak raz w tym czasie 14 (?) kwietnia odbył się napad bandy z Huty Brzuski, polskiej wsi, na Bachów. Zabito 184 osoby. Ograbiwszy majątek i podpaliwszy chaty, banda ruszyła na Brzuskę. W Brzusce zabili 173 osoby. Na plebanii zginął, zabity siekierą, proboszcz ojciec Biłyk wraz z rodziną. Przeszedłszy Brzuskę, ruszyli na Sufczynę. Zabili 26 osób. U Sofii Hutman zażądali 500 zł. Zabrała wszystkie pieniądze, dała, i przeżyła. U Pawła Hutman zabrakło do żądanej sumy 20 zł - w związku z tym on nie przeżył, a pieniądze i tak zabrali. Mieszkańcy uciekali w las, banda doszła już do połowy wsi, kiedy nadbiegli nasi striłci z UPA. Polacy zawrócili. Ja przebywałem w tym czasie na szkoleniu w kotowskim lesie z nowopowstałą czotą. Przybiegł łącznik z Sufczyny z wiadomością o bestialstwie bandytów. Czota ruszyła bezwłocznie, ale Polaków we wsi już nie zastała".)

## Реакція на трагедію

### Влада Польщі
Влада прокомуністичної Польщі обмежилась констатацією самого факту та складенням списків жертв різні.
Влада Польської Республіки (пол. Polska, Rzeczpospolita Polska) розсекретила архівну справу про різню в Бахові, Березці та Сівчині. Документи були надруковані в тижневику «Наше слово» за 30 квітня 2006 року. А також проведено опитування та запис показів свідків тих подій.

### Керівництво СРСР
Влада СРСР використала факти мордувань для дискредитації поляків та, одночасно, як один з аргументів на користь переселення українців з території Закерзоння в СРСР. Як твердить Петро Мірчук:
Польський терор беззастережно піддержує московське НКВД, щоб могти вказувати на нього і давати переслідуваним українцям єхидну «пораду»: Тікайте перед польськими бандитами в Україну, переселюйтесь до УРСР.

### Українська Повстанська Армія
14 квітня 1945 року УПА випускає своє звернення, в якому говориться:
ПОЛЯКАМ! Ліського й Сивіцького повітів — до загального відома. Останнім часом здаввлося, що українсько-польські взаємини на цьому терені вже на добрій дорозі, що вже польське суспільство цього терену при допомозі чесних поляків-патріотів вплинула на поведінку розбещеної дотепер сучасної адміністрації, а головно «Міліції Обивательської» (МО); здавалось, що вже й тут, на місце сталінських агентів, прийшли до голосу поляки, яким дороге майбутнє їхнього народу. Та, на жаль, воно не так! Після короткої перерви, по наших відплатних акціях під Середнім Селом 7. 2. , у Завадці 5. 3., у Станковій 6. 3., та в Пашівському Лісі 5. 3. 1945 р., непоправні бандити з «Міліції Обивательської», вірні слуги кровожадного Кремля почали знову продовжувати грабіж і палення наших сіл: Березка 23. 3 і 10. 4., Бібрка 5. 4., а дня 13. 4. вандальським актом у Волі Матіяшовій (Ліський повіт) припечатали свою неминучу загибіль. Тому ПОВІДОМЛЯЄМО все польське суспільство, що за вандалізм, який поповнили бандити з польської «Міліції Обивательської» дня 13. 4. У Волі Матіяшовій над раненим молодим українцем, жителем цього ж села (людину легко ранену в ногу, масакрували ці обер-бандити прикладами крісів й недобитого закопали в землю живцем) — за цей обер-бандитизм, за всі попередні та вище наведені грабіжницько-бандитські акції, проведені над українським населенням, оголошуємо «Міліції Обивательській» (МО) відплатну акцію. Цю акію переводитимемо масово і в залежності від потреби будемо стосувати всякі форми відплати (засідки, індивідуальний терор і інші). Постараємося карати тільки винних, та зазначуємо, що куля не розбирає, і що спеціяльних слідств теж вести не будемо, бо відповідальність за ці звірства падає на цілу організацію, під маркою якої діють ці банди, а, передусім, на ті станиці «Міліції Обивательської», що за їх почином і на їхньому терені ці бандитські акції провадяться. Будемо справедливі та при цьому консеквентні, чого можете бути певні. Тільки ще раз робимо застереження, що коли в часі наших відплатних акцій впали б випадково невинні, то хай польське суспільство не винує в цьому нас, тільки своїх бандитів-провокаторів.
А після виходу вищезгаданої листівки УПА перейшла до активних дій проти міліції, співробітники якої брали участь в мордуваннях:
Вслід за повідомленням пішли заповіджені відплатні акції. Впродовж одного місяця, від 15 квітня до 15 травня 1945 р. відділи УПА розгромили понад 20 станиць польської міліції (Грозьова, Риботичі, Тисова, Вільшани, Жапалів, Старе Село, Брусно, Тирява, Сальна і ін.), спалено польські села Борівницю й В'язовницю та покарано мешканців того села за багатократну участь у мордуванні українців по сусідніх селах; обстріляно гарнізони ВП в Конюші, Берендьовичах. А одночасно майже в кожному мішаному селі переведено збори польського населення, на яких представники УПА давали український погляд на витворену ситуацію.